# Plectritis aphanoptera
Plectritis aphanoptera là một loài thực vật có hoa trong họ Kim ngân. Loài này được (A. Gray) Suksd. miêu tả khoa học đầu tiên năm 1897.